# Violet és Daisy
A Violet & Daisy 2011-ben bemutatott amerikai bűnügyi-filmdráma, amelyet Geoffrey Fletcher írt, aki producerként és rendezőként is debütált. A főszerepben Saoirse Ronan, Alexis Bledel, Danny Trejo, Marianne Jean-Baptiste és James Gandolfini látható. A mellékszerepeket John Ventimiglia, Danny Hoch és Tatiana Maslany alakítja.
A Violet & Daisy 2011. szeptember 15-én mutatkozott be a Torontói Nemzetközi Filmfesztiválon, majd 2013. június 7-én korlátozott számú moziban mutatták be.

## Cselekmény
A majdnem 18 éves Daisy és a valamivel idősebb Violet fiatal bérgyilkosok. A főnökük, Russ megbízza őket, hogy egy Michael nevű fickót kapjanak el. Ami elsőre normális munkának tűnik, a cselekmény során abszolút különleges esetté alakul: először nem találkoznak célpontjukkal, Michaellel, és fegyverrel a kezükben, a lakásában alva várnak rá. Amikor megérkezik, ahelyett, hogy ellopná a fegyvereiket, inkább szeretettel betakargatja őket, és helyet foglal velük szemben egy karosszékben. Amikor a lányok felébrednek, megnyílik előttük, hogy már várta őket, és mivel már más gyilkosok is a nyomában vannak, azt akarja, hogy Violet és Daisy is gyorsan végezze el a dolgát. A javaslat a fiatal hölgyeket tétovázásra készteti. Félrevonulva tanácskoznak, de aztán visszalépnek, és minden lőszerüket az áldozatuk pozíciójára lövik, anélkül, hogy odanéznének. Michael azonban addigra már elhagyta a székét, hogy zabpelyhes süteményt süssön, amit jószívűen kínál a fiatal nőknek. Miközben Violet új lőszert vásárol, Daisy összebarátkozik Michaellel. Kiderül, hogy Michael hasnyálmirigyrákban szenved, és hamarosan kínok között fog meghalni. Az is fáj neki, hogy többé nem láthatja a lányát, mert az hátat fordított neki.
Ekkor érkezik a többi gyilkos, és a ragyogó Daisy beszélgetésbe elegyedik velük. Violet is belép, és hátba lövi a gyilkosokat. Megjegyzi, hogy Daisy nem igazi bérgyilkosnő, és az összes közös munkájuk során csak vaktölténnyel lőtt. Michael mégis csak arra kéri új barátnőjét, Daisyt, hogy lője le, amit az meg is tesz, miután Michael egy Violet által leírt levélben megbékélt a lányával.

## Szereplők
(A szereposztás mellett a magyar hangok feltüntetve)
- Saoirse Ronan – Daisy – Szabó Luca
- Alexis Bledel – Violet – Berkes Boglárka
- James Gandolfini – Michael – Kőszegi Ákos
- Marianne Jean-Baptiste – Iris –
- Danny Trejo – Russ – Varga Tamás
- Lynda Gravatt – Dolores – Martin Márta
- Tatiana Maslany – April – Kardos Eszter
- Cody Horn – Barbie Sunday –
- John Ventimiglia – férfi #1 – Epres Attila
- Stu "Large" Riley – férfi #2 –
- Neville Archambault – férfi #3 –
- Danny Hoch – férfi #4 –
- Tuffy Questell – emberrabló –
- Nick Choksi – Ügyintéző –
- Gary Hope – Áruházi pénztáros –
- Bettye Fletcher – Doll kórházi főnővér –

## Filmkészítés
Bruce Willis is szóba került Michael szerepére, mielőtt James Gandolfini megkapta volna azt. Carey Mulligan eredetileg Violet szerepét kapta volna, de inkább a Drive – Gázt! című film szerepét választotta, így kilépett. Helyére Alexis Bledel került.
A film forgatása főként New York városában zajlott.

## Megjelenés
A filmet először 2011. szeptember 15-én mutatták be a Torontói Nemzetközi Filmfesztiválon, majd 2013. június 7-én került először korlátozott számban, mindössze 17 moziba.
A Violet & Daisy 2013. november 19-én jelent meg otthoni forgalmazásban DVD-n és Blu-ray-en, az egyetlen különlegesség egy mozis előzetes és egy plakát diavetítése.

## Bevétel
A Violet & Daisy a nyitóhétvégéjén 9982 dolláros bevételt ért el. A film a mozikban 17 186 dolláros hazai összbevétellel zárt. Nemzetközi szinten a film további 90 953 dollár bevételt hozott, így világszerte összesen 108 139 dollárt gyűjtött.

## Fordítás
- Ez a szócikk részben vagy egészben  a   Violet & Daisy című angol Wikipédia-szócikk fordításán alapul.  Az eredeti cikk szerkesztőit annak laptörténete sorolja fel. Ez a jelzés csupán a megfogalmazás eredetét és a szerzői jogokat jelzi, nem szolgál a cikkben szereplő információk forrásmegjelöléseként.
- Ez a szócikk részben vagy egészben  a   Violet & Daisy című német Wikipédia-szócikk fordításán alapul.  Az eredeti cikk szerkesztőit annak laptörténete sorolja fel. Ez a jelzés csupán a megfogalmazás eredetét és a szerzői jogokat jelzi, nem szolgál a cikkben szereplő információk forrásmegjelöléseként.